# Vaphio-Becher

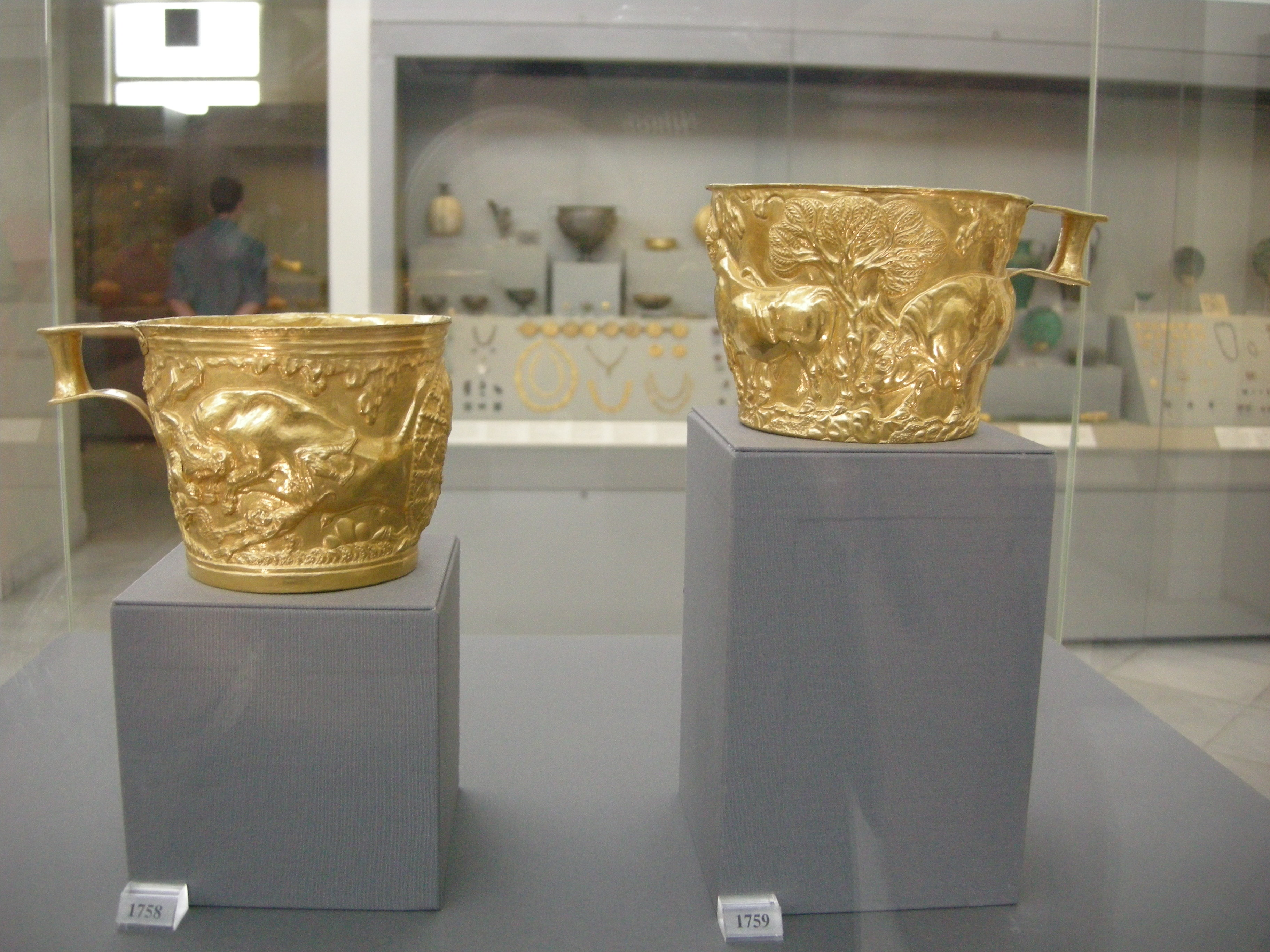
Goldbecher von Vaphio

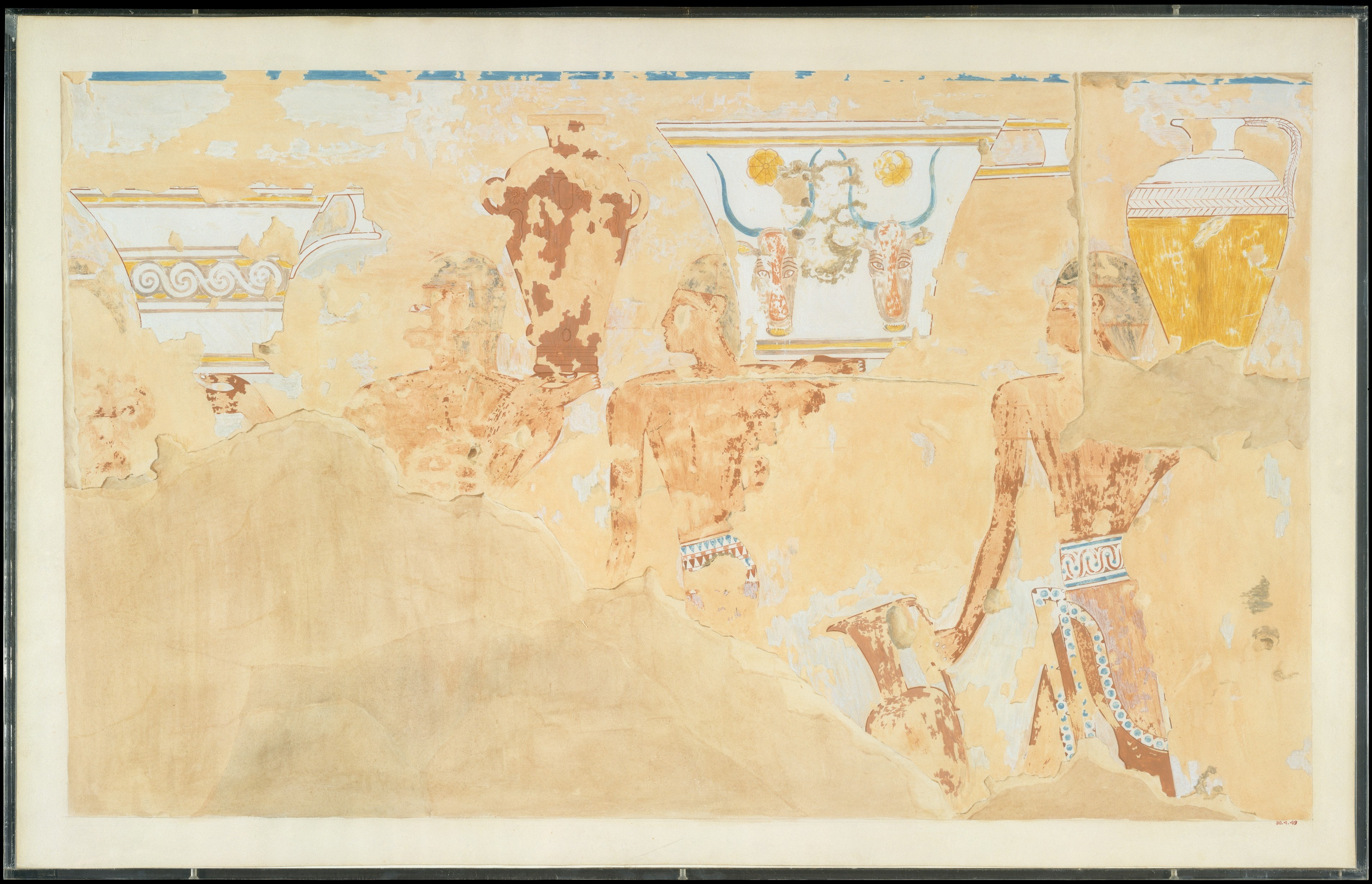
Darstellung von Keftiu-Becher im Grab des Senenmut

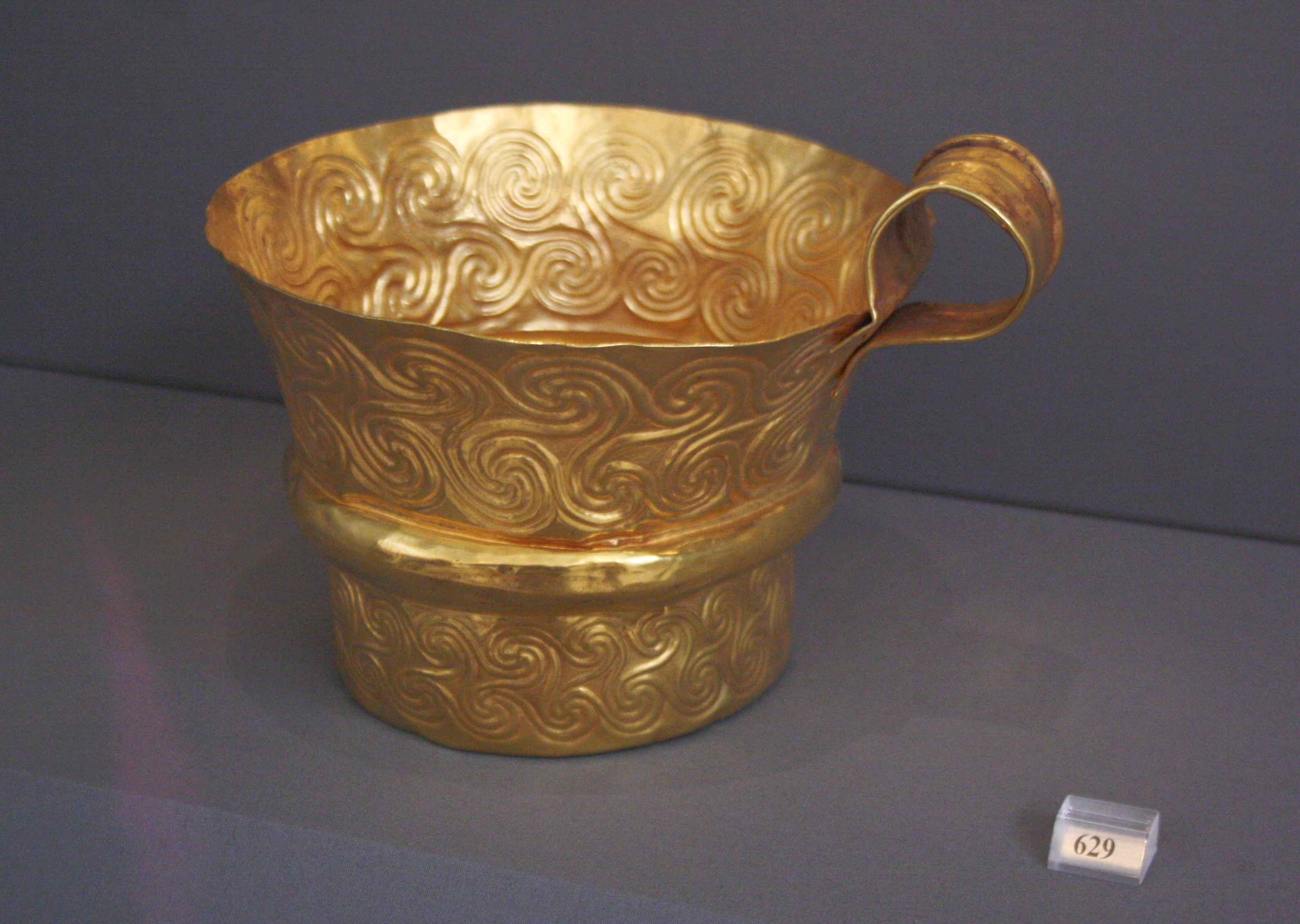
Goldbecher mit Wulst aus Gräberrund A in Mykene

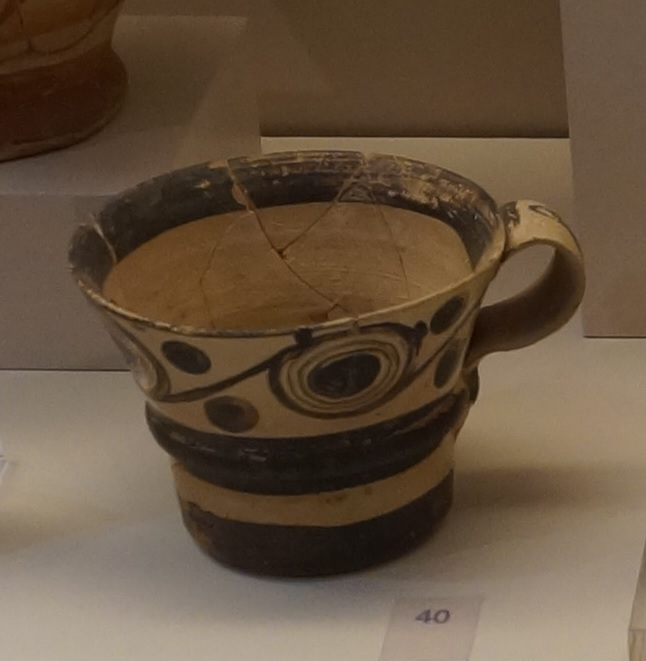
Vaphio-Becher im Dunkel-auf-Hell-Stil mit Wulst aus Asine

Als Vaphio-Becher (griechisch Κύπελλο τύπου Βαφειού) oder Keftiu-Becher werden mykenische und minoische Trinkgefäße bezeichnet. Die ältesten Exemplare stammen aus dem Mittelhelladikum (MH II, 1900–1700 v. Chr.) und aus Mittelminoischer Zeit (MM III, 1900–1700 v. Chr.) und blieben bis ins Späthelladikum (SH II, 1500–1400 v. Chr.) in Gebrauch.

## Benennung
Zunächst waren die Becher nur von Wandmalereien in ägyptischen Gräbern aus der 18. Dynastie (15. Jahrhundert v. Chr.) bekannt. Zu diesen zählen das Grab TT71 des Senenmut, TT131 des Useramun, TT100 des Rechmire und TT86 des Mencheperreseneb. Hier sind Prozessionen von Trägern dargestellt, die Tribute aus fremden Ländern an den Pharao überbringen. Da man die Träger, die die Becher trugen, für Minoer oder Mykener hielt, wurden diese schließlich mit dem altägyptischen Namen für diese Volksgruppe Keftiu-Becher genannt.
1888 entdeckte man bei Ausgrabungen in dem Tholosgrab von Vaphio zwei Goldbecher. Nach den Goldbechern von Vaphio werden seither ähnliche Becher als Vaphio-Becher bezeichnet.

## Beschreibung
Vaphio-Becher haben einen flachen Boden und gerade oder konvexe Seiten und einen Griff. Sie wurden aus Gold, Silber und vor allem Ton gefertigt. Die Metallgefäße wurden kunstvoll mit Mustern oder bildlichen Darstellungen verziert. Die Griffe waren rund oder bestanden aus zwei übereinander am Becher angebrachten Blechen, die durch einen Metallzylinder verbunden waren. Manche Exemplare wurden aus mehreren Blechen getrieben. Dies ist an einem Wulst, der in etwa halber Höhe um das Gefäß verläuft, erkennbar. An dieser Stelle wurden die beiden Bleche verbunden.
Vaphio-Becher aus Keramik sind mattbemalt, entweder im Dunkel-auf-Hell- oder Hell-auf-Dunkel-Stil. Häufige sind lineare, blattartige oder Spiralmuster aufgemalt, seltener sind Girlanden, Wellen, Efeublätter, Rosetten, Schildpatt oder Lilien. Der Boden ist oftmals mit einem Kreis, einem Kreuz in einem Kreis oder einer Spirale verziert. Manche Exemplare scheinen Metallgefäße nachzuahmen, denn sie haben auch einen umlaufenden Wulst und unter dem Griff gibt es eine Beule, die an eine Niete erinnert, mit der der Griff befestigt wurde.